# 公子贞
公子貞（？—前559年），羋姓，名貞，字子囊，春秋时期楚国的令尹，楚庄王之子，楚恭王的兄弟，囊瓦的祖父。

## 簡介
鄢陵之战以前，子囊不同意和晋国直接作战。
前568年，他成为继承叔父子重、子辛的新一代令尹。当时，晋国在晋悼公的领导下，重新确立霸权，子囊避免与晋国直接冲突。但是他多次出兵，尽最大可能维护楚国的利益。
前568年、前566年，攻打陈国，使陈国再次成为楚国的属国。
前565年，攻打左右逢源的郑国。
前563年，与刚刚归附的郑国攻打宋国，前562年，郑攻宋，晋率诸侯攻郑，子囊率军救郑。
前561年，讨伐宋国。

## 子囊谋谥
前560年，楚王審病重，向大夫們說自己年幼登基還不學無術，鄢陵之战又損失了大軍，害了國家丟臉。死時只能給予低等諡號，稱其為楚灵王或楚厉王。大家不願接受，但楚王心意堅決，連說了五次，群臣只好答應。楚王審死後，令尹子囊向群臣表示，先王是用‘恭敬’的態度来講遺言的，怎麼不諡為楚恭王（楚共王）呢？先王親自治理聲威顯赫的楚國，又安撫蛮夷，征伐南海番邦，讓他們都歸屬於華夏，有这样的光荣，又知道自己的过错，難道不算是「恭」吗？大夫们都听从了子囊的意见。